# Якуб Шиманський (футболіст)
Якуб Шиманський (пол. Jakub Szymański, нар. 5 липня 2002, Опочно, Польща) — польський футболіст, центральний захисник клубу «Вісла» (Плоцьк) та молодіжної збірної Польщі.

## Ігрова кар'єра

### Клубна
Якуб Шиманський є вихованцем футбольної академії столичного клубу «Полонія». Та в основі варшавського клубу футболіст так і не зіграв жодного матчу. А перед сезоном 2020/21 Шиманський приєднався до клубу Екстракласи «Гурник» з міста Забже. Дебют футболіста у вищому дивізіоні польського футболу відбувся у сезоні 2021/22.
Взимку 2023 року Шиманський перейшов до клубу «Вісла» (Плоцьк). За результатами сезону «Вісла» вибула до Першої ліги⁣, але футболіст залишився в команді.

### Збірна
З 2023 року Якуб Шиманський є гравцем молодіжної збірної Польщі.